# 牛頓維爾 (紐約州)
牛頓維爾（英語：Newtonville）是位於美國紐約州奧爾巴尼縣的非建制地區。

## 歷史
牛頓維爾的郵局自1851年營運至今。

## 地理
牛頓維爾所處的海拔為高於海平面112米（即367英呎），而該地所採用的時區為UTC-5，即北美东部时区（EST）。同時該地設有夏令時間，為UTC-5調快一小時，即UTC-4（EDT）。